# Timothy Ballard
Timothy « Tim » Ballard, né le 17 juillet 1971 à Provo (Utah), est un homme d'affaires américain, fondateur et ancien PDG de Operation Underground Railroad (en) (OUR), et l'ancien PDG du Nazarene Fund, deux organisations entendant lutter contre le trafic d'enfants au niveau national (États-Unis) et international. Il est l'auteur de plusieurs livres.

## Biographie
Timothy Ballard est un ancien agent du département de la Sécurité intérieure des États-Unis et un mormon pratiquant. Il est le fondateur de l'organisation Operation Underground Railroad (en), qui se donne pour objectif de sauver les enfants victimes du trafic d'êtres humains.
Il a également été le PDG du Nazarene Fund, une autre organisation qui entend lutter contre le trafic des enfants et pour la protection des chrétiens dans le monde,.
En 2023, Timothy Ballard est accusé de comportement sexuel inapproprié. À la suite de ces accusations, il quitte l'organisation OUR, et son poste de PDG du Nazarene Fund.

## Activités
Timothy Ballard affirme que son organisation a sauvé des milliers de victimes. Cependant, ces chiffres invérifiables ont été contestés et OUR a été critiqué pour son manque de transparence et ses histoires exagérées. Timothy Ballard a été critiqué pour avoir diffusé des vidéos d'opérations de son organisation sans égard pour la vie privée des victimes,.
L'utilité et dans certains cas la réalité des activités et des affirmations d'Operation Underground Railroad a été mise en doute par plusieurs médias,,,.
Dans le cadre de ses activités de lutte contre le trafic d'enfants, Timothy Ballard promeut des théories du complot liées à QAnon,,,,.

## Affaires judiciaires
En septembre 2023, Timothy Ballard est accusé de comportement sexuel inapproprié par plusieurs employées de l'organisation. En octobre, plusieurs femmes portent plainte contre lui, l'accusant d'agression sexuelle. Peu après, il fait l'objet d'une autre plainte par un couple marié.

## Publications
- The Covenant (2012)
- The American Covenant, Vol. I and Vol. II (2011 y 2014)
- The Covenant, Lincoln, and the War (2012)
- The Lincoln Hypothesis (2016)
- The Washington Hypothesis (2016)
- Slave Stealers (2018)

## Biopic
L'acteur Jim Caviezel joue le rôle de Timothy Ballard dans le film Sound of Freedom.